# Mini-Transat

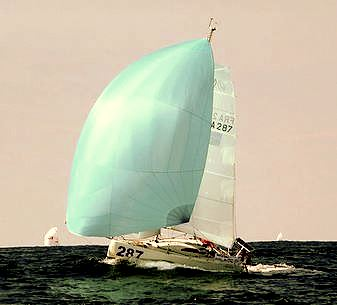
Mini-Transat 2007

Die Mini-Transat, zwischendurch auch Transat 6,50 (ursprünglich, bis 2001, und im Jargon auch heute noch Minitransat; seit 2001 offiziell La Charente-Maritime/Bahia Transat 6,50), ist eine seit 1977 alle zwei Jahre stattfindende Einhand-Transatlantikregatta von Ost nach West auf 6,5 Meter langen Slups. Sie wurde von dem Briten Bob Salmon geschaffen, nachdem andere Transatlantikrennen für viele Interessenten zu teuer geworden waren.

## Geschichte
Das Rennen startete in den Anfangsjahren in Großbritannien, später in Frankreich, und wird in zwei Etappen, meist mit einem Zwischenstopp auf den Kanarischen Inseln, gesegelt.
Ab 2001 wurde die Wettfahrt unter dem Namen La Charente-Maritime/Bahia Transat 6,50 in Fort Boyard bei La Rochelle im französischen Département Charente-Maritime gestartet und führte über das Etappenziel Lanzarote nach Salvador da Bahia, Brasilien – vorher lagen die Ziele in der Karibik (‚Kolumbusroute‘). Ab 2007 war Funchal auf Madeira/Portugal Zielhafen der ersten Etappe. Seit 2017 ist es wieder Las Palmas auf den Kanarischen Inseln, das Ziel ist nun Le Marin auf Martinique in der Karibik.
Das wegen der Kosten große Interesse wird vom Organisator (seit 2001: Le Grand Pavois) begrenzt (ab rund EUR 80.000 kann man dabei sein – das Siegerbudget 2005 lag bei mehr als dem Dreifachen).
2005 starteten 72 Yachten. Die Zulassung erfolgte in der Reihenfolge der Meldungen der Skipper, die jedoch erst nach Erfüllung bestimmter Auflagen angenommen werden (2005: unter anderem Nachweis von Segelpraxis in dieser Bootsklasse in Form von je mindestens 1000 M Einhand- und Zweihandregatten, Nachweis eines Survival-Trainings). Dies garantiert den hohen Standard des Feldes und macht das Transat 6,50 inzwischen zu einem als sicher geltenden Rennen: 2005 waren nur acht Aufgaben zu verzeichnen, allesamt wegen Materialbruchs.
Der Wettbewerb ebnete bekannten Einhandseglern, beispielsweise Ellen MacArthur, Isabelle Autissier, Boris Herrmann und Jean-Luc Van Den Heede den Einstieg in Seglerkarrieren und Weltumsegelungen auf weitaus größeren Yachten.
Die Siegerzeit 2005 betrug insgesamt 24d 21:36:24, was Durchschnittsgeschwindigkeiten von 8,2 Knoten für die erste Etappe und 6,7 kn für die zweite Etappe, oder durchschnittlich 7,1 kn auf 4.226 Seemeilen entspricht.

## Die Yachten

Klassenzeichen

Die Classe Mini ist eine Konstruktionsklasse, die im Rahmen gewisser Grenzwerte (beispielsweise Bootslänge, maximaler Tiefgang) den Designern einigen Gestaltungsspielraum lässt, um die technische Weiterentwicklung des Yachtbaus zu fördern. Seit 1994 wird sie von einer eigenen Klassenvereinigung betreut, nachdem die Klassenregeln vorher von der Organisation der Mini-Transat-Regatta definiert wurden. Minis gelten bei den Konstrukteuren als hochgeschätzte kostengünstige Testfahrzeuge für Innovationen im Hightech-Yachtbau, vor allen Dingen für die artverwandten Open 60s, aber etwa auch für frühere America’s-Cupper. So wurden Kippkiele erstmals auf Minis eingesetzt.

## Wertung
Gewertet wird das Transat 6,50 seit 1999 in den zwei Kategorien Prototypen und Serienbauten.

## Teilnehmer aus deutschsprachigen Ländern

### Deutschland
Es gab bisher 23 deutsche Teilnehmer, von denen 16 das Ziel erreichten:
- 1977, beim allerersten Mini Transat, Wolfgang Quix auf der Waarschip 570 Waarwolf (mit 5,70 m das kleinste jemals teilnehmende Boot – die Klasse „Mini“ gab es noch nicht, das damalige „poor man's race“ wurde durchwegs auf selbst adaptierten Fahrzeugen gesegelt).
- 1979 musste Alex Wopper nach Ruderbruch in Teneriffa aufgeben.
- 1981 wurde Dagmar Häckel nach Mastbruch und Durchkenterung von einem Frachter aufgenommen.
- 1997 kam Matthias Beilken auf Eissing als 42. und letzter gewerteter von 52 Startern ins Ziel.
- 2001 Boris Herrmann auf dem Pogo-1-Serienbau Global Crossing.
- 2007 Henrik Masekowitz auf einer TipTop und Dominik Zürrer auf einer Pogo 1.
- 2009 Andreas Lindlahr auf einer Pogo2 und Norbert Maibaum auf einer Pogo 1., Jörg Riechers startete in der Protowertung und musste nach Problemen mit dem Kiel während der ersten Etappe aufgeben und nach La Coruna ablaufen.
- 2011 erreichten Jörg Riechers als 5. und Björn Freels als 25. das Ziel.
- 2013 wurde Henrik Masekowitz nach Verlust seines Kieles von einem deutschen Frachter geborgen und nach Guadeloupe mitgenommen.[2]
- 2015  erreichten Chris Lükermann, Dominik Lenk und Jan Heinze das Ziel. Jan Heinze ist nach einem schweren Ruderschaden 150 Seemeilen nördlich der Kap Verden noch über 2.000 Seemeilen mit seinem beschädigten Boot bis nach Guadeloupe gesegelt. Seine Erlebnisse und Erfahrungen beschreibt er in seinem Buch „Atlantikfieber – ein Mann, ein Boot, ein Ziel“, welches im Januar 2016 im Delius Klasing Verlag veröffentlicht wurde.
- 2017 starteten Jörg Riechers (Lilienthal) in der Prototypen-Wertung, sowie Oliver Tessloff (Pogo 3), Lina Rixgens (Pogo 2) und Andreas Deubel (Nacira) in der Serien-Wertung. Alle Teilnehmer schafften die beiden Etappen. Jörg Riechers kam auf Platz 2 (Proto), Oliver Tessloff belegte Platz 14 (Serie), Andreas Deubel Platz 35 (Serie) und Lina Rixgens Platz 38 (Serie).
- 2019 starteten Morten Bogacki (Lilienthal, Proto) und Hendrik Witzmann (Pogo 3 Sunovation, Serie). Morgen Bogacki belegte in der Gesamtwertung der Prototypen Platz 3.[3] Witzmann musste das Rennen nach der ersten Etappe aufgrund eines Meniskusrisses aufgeben. Auf der ersten Etappe fiel der Autopilot aus, so dass Bogacki das Boot über fünf Tage ausschließlich von Hand steuern musste.[4]
- 2021 erreichten Melwin Fink (Platz 3, Serie, Pogo 3), Lennart Burke (Platz 20, Serie, Pogo 3) und Marc-Eric Siewert (Platz 20, Proto) das Ziel. Lina Rixgens (Serie, Wevo 6.50) musste das Rennen wegen eines Ruderbruches beim Zwischenstopp in La Palma abbrechen.[5]
- 2023 gab es keine Starter aus Deutschland.[5]

### Österreich
Es gab bisher zwei österreichische Teilnehmer, die auch das Ziel erreichten:
- 2005 Christian Kargl landete in der Wertung der Prototypen auf Platz 31 von 42. In diesem Jahr war Christian Kargl der einzige deutschsprachige Teilnehmer. Bei der zweiten Etappe ging Christian Kargl am 30. Oktober 35 Seemeilen vor Brasilien über Bord und wurde vom Spanier Hugo Ramon aus dem Atlantik gerettet.
- 2021 Christian Kargl erreichte das Ziel in La Palma als 2. Die zweite Etappe endete in Guadeloupe. Christian Kargl erreichte in der Gesamtwertung den 6. Platz.
- 2023 erreichte Lisa Berger (Platz 45, Serie, Maxi 6.50) das Ziel.[5]

## Die Sieger
- 1977: Penzance (Großbritannien) – Teneriffa (Kanarische Inseln) – Antigua: 4080 Seemeilen, 26 Starter, 19 gewertet

1. Daniel Gilard (38 Tage 11 h 10 min); 2. Kasmierz Jaworski; 3. Halvard Mabire; 4. Jean Luc Van Den Heede.
- 1979: Penzance – Teneriffa – Antigua: 25 Starter, 13 gewertet

1. Norton Smith (32 Tage 8 h 10 min); 2. Jean-Luc Van den Heede; 3. Daniel Gilard
- 1981: Penzance – Teneriffa – Antigua: 32 Starter, 28 gewertet

1. Jacques Peignon (32 Tage 20 h 22 min); 2. Vincent Lévy; 3. Eric Lecotelley.
- 1983: Penzance – Teneriffa – Antigua: 42 Starter, 16 gewertet

1. Stéphane Poughon (31 Tage 14 h 45 min); 2. Bernard Abalan; 3. Olivier Chapuis.
- 1985: Brest – Teneriffa – Pointe-à-Pitre (Guadeloupe), 4070 Seemeilen, 41 Starter, 33 gewertet

1. Yves Parlier (31 Tage 20 h 36 min); 2. Fred Guérin; 3. Sylvain Berthomé.
- 1987: Concarneau – Teneriffa – Fort-de-France (Martinique), 4020 Seemeilen, 54 Starter, 36 gewertet

1. Gilles Chiorri (30 Tage 6 h 41 min); 2. Laurent Bourgnon; 3. Isabelle Autissier
- 1989: Concarneau – Teneriffa – Fort-de-France: 53 Starter, 49 gewertet

1. Philippe Vicariot (28 Tage 7 h 33 min); 2. Fred Guérin; 3. Dominic Bourgeois.
- 1991: Douarnenez – Teneriffa – Fort-de-France : 4090 Seemeilen, 68 Starter, 42 gewertet

1. Damien Grimont (29 Tage 4 h 37 min); 2. Patrice Carpentier; 3. Dominic Bourgeois.
- 1993: Brest – Funchal (Madeira) – Saint-Martin (Französische Antillen): 3960 Seemeilen [2900 Meilen, da erste Etappe annulliert], 59 Starter, 25 gewertet

1. Thierry Dubois (15 Tage 3 h 52 min; Rekordzeit über den Atlantik); 2. Marc Lepesqueux; 3. Yves Le Masson
- 1995: Brest – Funchal (Madeira) – Fort-de-France, 4050 Seemeilen, 39 Starter, 32 gewertet

1. Yvan Bourgnon (27 Tage 07 h 21 min); 2. Thierry Fagnent; 3. Bernard Stamm.
- 1997: Brest – Teneriffa – Fort-de-France, 52 Starter, 42 gewertet

1. Sébastien Magnen, Yachtdesigner, auf selbst entworfenem Prototyp (38 Tage 11 h); 2. Thomas Coville (auf Magnen-Riss); 3. Jean-François Pellet; 15.: Ellen MacArthur
- 1999: Concarneau – Guadeloupe, 70 Teilnehmer, 38 gewertet

Prototypen: 1. Sébastien Magnen (24 Tage 15 h)
[Magnen ist der bisher einzige, der das Rennen zweimal gewann];
2. P. Y. Moreau; 3. C. Sayer. 4. Erwan Tabarly.
Serienyachten: 1. C. Bouroullec (28 Tage 13 h); 2. C. Dietch; 3. O. Desport.
2001–2005: Fort-Boyard (FRA) – Puerto Calero (Lanzarote) – Salvador da Bahia (BRA):
1306 + 2920 = 4226 Seemeilen, das sind 7826 Kilometer.
- 2001: 70 Teilnehmer, davon 38 gewertet:

Prototypen: 1. Yannick Bestaven (30 d); 2. S. Curwen (30 d 16 h); 3. A. Boissières (30 d 18 h).
Serienyachten: 1. O. Desport (32 d 08 h); 2. F. Duval (32 d 15 h); 3. A. Delord (32 d 18 h).
- 2003: 70 Teilnehmer, davon 38 gewertet:

Prototypen: 1. A. Tripon (24 d 15 h); 2. R. Mérigeaux (25 d 1 h); 3. Alex Pella (25 d 15 h).
Serienyachten: 1. E. Tymen (28 d 13 h); 2. D. Raison (30 d 2 h); 3. D. Sineau (31 d 21 h).
- 2005: 72 Teilnehmer, davon 64 gewertet:

Prototypen: 1. Corentin Duguet (FRA) 24 d 21:36:24; 2. Alex Pella (ESP) +08:59:57; 3. Stanislas Maslard (FRA) +20:34:06.
Serienyachten: 1. Peter Laureyssens (BEL) 27 d 04:02:20; 2. Bruno Sottovia (FRA) +1 d 04:21:40; 3. Ronan Deshayes (FRA) +1 d 09:15:44.
2007, 2009: Fort-Boyard (FRA) – Funchal (Madeira, POR) – Salvador da Bahia (BRA):

1100 + 3100 = 4200 Seemeilen, das sind 7778,4 Kilometer.
- 2007: 89 Teilnehmer, davon 83 gewertet:

Prototypen: 1. Yves Le Blevec (FRA) 23 d 03:51:24; 2. David Sineau (FRA) 24 d 00:59:22; 3. Fabien Després (FRA) 24 d 04:19:25.
Serienyachten: 1. Hervé Piveteau (FRA) 26 d 04:31:17; 2. Stéphane Le Diraison (FRA) 26 d 16:34:24; 3. David Krizek (CZE) 26 d 18:15:37.
- 2009: 85 Teilnehmer, davon 78 gewertet:

Prototypen: 1. Thomas RUYANT (FRA) 24 d 23:38:30; 2. Bertrand DELESNE (FRA) 25 d 03:07:04; 3. Henri Paul SCHIPMAN (FRA) 25 d 05:26:23.
Serienyachten: 1. Francisco LOBATO (POR) 26 d 19:39:18; 2. Charlie DALIN (FRA) 27 d 07:28:10; 3. Xavier MACAIRE (FRA) 27 d 21:00:14.
2011: La Rochelle (FRA) – Funchal (Madeira, POR) – Salvador da Bahia (BRA):

4200 Seemeilen, das sind 7778,4 Kilometer
- 2011: 79 Teilnehmer, davon 59 gewertet:

Prototypen: 1. David RAISON (FRA) 26 d 03:28:40; 2. Thomas NORMAND (FRA) 27 d 02:58:25; 3. Antoine RIOUX (FRA) 27 d 12:05:05.
Serienyachten: 1. Gwénolé GAHINET (FRA) 29 d 16:46:40; 2. Pierre BRASSEUR (FRA) 29 d 20:22:35; 3. Benoit MARIETTE (FRA) 30 d 00:42:14.

2013, 2015: Douarnenez(FRA) – Marina Lanzarote (Arrecife, Lanzarote, Kanaren, ESP) – Pointe à Pitre (Guadeloupe, FRA) :

4020 Seemeilen, das sind 7.445 Kilometer
- 2013: 84 Teilnehmer, davon 51 gewertet:

Prototypen: 1. Benoit MARIE (FRA) 18 d 13:01:05; 2. Giancarlo PEDOTE (ITA) 18 d 15:56:30; 3. Rémi FERMIN (FRA) 19 d 13:38:46.
Serienyachten: 1. Aymeric BELLOIR (FRA) 21 d 09:12:27;2. Justine METTRAUX (SUI) 22 d 22:55:34;3. Simon KOSTER (SUI) 23 d 11:15:59.

- 2015: 73 Teilnehmer, davon 58 gewertet:

Prototypen: 1. Frédéric DENIS(FRA) 19 d 23:19:55;2. Luke BERRY (GBR), 20 d 14:04:49;3. Ludovic MECHIN 20 d 15:36:16.
Serienyachten: 1. Ian LIPINSKI (FRA) 22 d 09:36:30;2. Julien PULVE (FRA) 22 d 12:49:04;3. Tanguy LE TURQUAIS(FRA) 23 d 02:45:43.

- 2017: 81 Teilnehmer, davon derzeit 77 gewertet:

Prototypen: 1. Ian LIPINSKI (FRA), 13d 00h 22min 34s; 2. Jörg Riechers (GER), 13d 12h 04min 46s; 3. Simon Koster (SUI), 13d 22h 56min 10s.
Serienyachten: 1. Erwan Le Draoulec (FRA), 14d 12h 42min 15s; 2. Clarisse Crémer (FRA), 14d 23h 07min 02s; 3. Benoit Sineau (FRA), 15d 01h 11min 02s.

## Belege
1. ↑  What is Classe Mini? Classe Mini, abgerufen am 21. Januar 2015.
2. ↑  Kielverlust: Notruf von der "Caribou" Yacht.de: vom 31. März 2013
3. ↑  Classe Mini. Abgerufen am 22. September 2020.
4. ↑  Yacht Magazin: Brutale Premiere: Bogacki Elfter nach Autopiloten-Versagen. Abgerufen am 22. September 2020.
5. 1 2 3  Participants Mini Transat 1977-2013. In: Classe Mini Website. Classe Mini, abgerufen am 17. Februar 2025 (französisch).